# Вилхелм фон Хесен-Филипстал-Бархфелд (1831–1890)
Вилхелм Фридрих Ернст фон Хесен-Филипстал-Бархфелд (на немски: Wilhelm Friedrich Ernst von Hessen-Philippsthal-Barchfeld; * 3 октомври 1831, Бургщайнфурт; † 17 януари 1890, Ротенбург на Фулда) е принц на Хесен-Филипстал-Бархфелд, контер-адмирал на пруския и кайзерския флот (Кайзерлихе Марине).

## Биография
Той е син на ландграф Карл Август Филип Лудвиг фон Хесен-Филипстал-Бархфелд (1784 – 1854) и втората му съпруга принцеса София Поликсена Каролина фон Бентхайм-Щайнфурт (1794 – 1873), дъщеря на княз Лудвиг фон Бентхайм-Щайнфурт (1756 – 1817) и принцеса Юлиана Вилхелмина фон Шлезвиг-Холщайн-Зондербург-Глюксбург (1754 – 1823).
По-големият му бездетен брат ландграф Алексис фон Хесен-Филипстал-Бархфелд (1829 -1905) се жени на 27 юни 1854 г. (развод 1861) за принцеса Луиза Пруска (1829 – 1901), внучка на пруския крал Фридрих Вилхелм III (1770 – 1840). Полусестра му Берта (1818 – 1888) е омъжена на 27 юни 1839 г. в Бархфелд за княз Лудвиг фон Бентхайм-Щайнфурт (1812 – 1890).
Вилхелм започва военна служба в пруския флот. На 30 май 1872 г. той става контерадмирал „à la suite“ на кайзерския флот. Той е масон.

## Фамилия
Първи брак: (морганатичен брак) на 27 декември 1857 г. в Касел с принцеса Мария Августа фон Ардек (* 22 август 1839, дворец Вилхелмсхьое; † 26 март 1917, Бон), дъщеря на курфюрст Фридрих Вилхелм фон Хесен-Касел (1802 – 1875) и (морганатически) Гертруд Фалкенщайн графиня фон Шаумбург княгиня фон Ханау-Хоровитц (1803 – 1882). Развеждат се през 1872 г. Те имат децата:
- Фридрих Вилхелм фон Ардек (* 2 ноември 1858; † 1 април 1902), принц на Ардек, женен за Анна Холингсворт Прице (* 25 август 1868)
- Карл Вилхелм фон Ардек (* 18 май 1861; † 18 октомври 1938), принц на Ардек, женен за Анна Елиза Стрелов (* 5 юни 1862; † 26 ноември 1938)
- София Гертруда Августа Берта Елизабет фон Ардек (* 8 юни 1864, Касел; † 4 март 1919, Арвайлер), омъжена на 11 октомври 1886 г. в Оберурф за граф Карл Фердинанд фон Изенбург-Бюдинген-Филипсайх (* 15 октомври 1841; † 5 януари 1920)[3]
- Алица фон Ардек (* 7 октомври 1867; † 23 ноември 1868)
- Каролина Луиза фон Ардек (* 12 декември 1868; † 21 ноември 1959), омъжена за граф Рудолф Волфганг Лудвиг Ернст Леополд фон Липе-Бистерфелд (* 27 април 1856; † 21 юни 1931)

Втори брак: на 16 август 1873 г. в Бургщайнфурт с принцеса Юлиана Августа Хенриета Емилия Шарлота фон Бентхайм-Щайнфурт (* 5 януари 1842, Бургщайнфурт; † 29 април 1878, Бургщайнфурт), дъщеря на княз Лудвиг Вилхелм фон Бентхайм-Щайнфурт (1812 – 1890) и ландграфиня Берта фон Хесен-Филипстал-Бархфелд (1818 – 1888), полусестра му. Те имат четири деца:
- Берта фон Хесен-Филипстал-Бархфелд (* 25 октомври 1874; † 19 февруари 1919), омъжена на 16 август 1901 г. за княз Леополд IV фон Липе (* 30 май 1871; † 30 декември 1949)
- Хлодвиг фон Хесен-Филипстал-Бархфелд (* 30 юли 1876; † 17 ноември 1954), ландграф на Хесен-Филипстал, женен на 26 май 1904 г. в Лих за принцеса Каролина фон Золмс-Хоензолмс-Лих (* 27 май 1877; † 28 ноември 1958)
- Едуард Ернст Алексис Херман Филип фон Хесен-Филипстал-Бархфелд (* 21 април 1878; † 5 януари 1879), близнак
- Юлиан Карл Георг Вилхелм фон Хесен-Филипстал-Бархфелд (* 21 април 1878; † 1 септември 1878), близнак

Трети брак: на 23 август 1879 г. в Бургщайнфурт с Аделхайд Вилхелмина София фон Бентхайм-Щайнфурт (* 17 май 1840, Бургщайнфурт; † 31 януари 1880, Бинген ам Рейн), по-голямата сестра на първата му съпруга. Бракът е бездетен.
Четвърти брак: на 6 декември 1884 г. в дворец Луизенлунд, Холщайн, с принцеса Мария Каролина Августа Ида Луиза фон Шлезвиг-Холщайн-Зондербург-Глюксбург (* 27 февруари 1844, Кил; † 16 септември 1932, Ротенбург), дъщеря на херцог Фридрих фон Шлезвиг-Холщайн-Зондербург-Глюксбург (1814 – 1885) и принцеса Аделхайд фон Шаумбург-Липе (1821 – 1899). Те имат един син:
- Кристиан Лудвиг Фридрих Адолф Алексис Вилхелм Фердинанд фон Хесен-Филипстал-Бархфелд (* 16 юни 1887; † 19 октомври 1971), принц на Хесен-Филипстал-Бархфелд, женен I. за Елизабет Райд-Роджерс (* 17 август 1893; † 2 февруари 1957), II. на 10 юни 1958 г. в Женева за Анна Пеарл Еверет (* 23 август 1906; † 14 март 1972)